# David Bernier
David Bernier (19 agosto 1976) è uno schermidore portoricano, specializzato nella spada.

## Palmarès
In carriera ha conseguito i seguenti risultati:
- Giochi Panamericani:

Santo Domingo 2003: bronzo nella spada a squadre.